# 62
Aquesta pàgina és per a l'any. Per al nombre, vegeu seixanta-dos.
El 62 fou un any de l'edat antiga conegut com a 815 Ab urbe condita al calendari oficial romà de l'època.

## Esdeveniments
- Pau de Tars empresonat
- Inici de la publicació de La Farsàlia
- Expansió dels parts per Armènia, vencent els romans en la batalla de Randea

## Necrològiques
- 24 de novembre - Roma: Persi, poeta satíric llatí d'origen etrusc (n. 34).
- Jaume el Just (sant)
- 9 de juny: Pandatària: Clàudia Octàvia, emperadriu romana, consort de l'emperador Neró.[1]